# Caroline Bonaparte
Caroline Bonaparte (25. března 1782 Ajaccio – 18. května 1839 Florencie), původně Maria Annunziata Carolina Buonaparte, byla nejmladší sestrou Napoleona Bonaparte.

## Život
Roku 1793 byla celá rodina Bonapartů přinucena korsickými nacionalisty opustit Korsiku a žila nejprve v poměrně nuzných poměrech v Marseille. Následoval prudký mocenský vzestup jejího bratra Napoleona. Caroline se zamilovala do jeho podřízeného generála Joachima Murata a roku 1800 se za něj provdala. Spřátelila se s Hortensií Beauharnais, dcerou Josefíny Beauharnais, Napoleonovy manželky a od roku 1804 císařovny, se kterou se naopak upřímně nesnášela.
Caroline byla cílevědomá a mocichtivá, stejně jako její slavný bratr. Roku 1806 byl její manžel Joachim Murat na její žádost Napoleonem jmenován klévským a bergským velkovévodou a roku 1808 králem neapolským. Caroline se po jeho boku stala napřed velkovévodkyní a poté královnou. Uměla být velmi dobrou a tvrdou diplomatkou (byla nazývána „muž v sukni“), ale dovedla být i vlídná a společenská a navazovala přátelství (a také intimní vztahy) s vlivnými muži. Mezi její blízké přátele bylo možné počítat generála Junota, ministry Talleyranda a Fouchého a později i rakouského ministerského předsedu Klemense Metternicha. Milovala umění i umělce, podporovala vykopávky v Pompejích. Za nepřítomnosti krále Joachima byla regentkou království. Poté, co její švagrová Marie Louisa porodila syna Napoleona II. se zhroutila její vize, že by její syn Napoleon Achille Murat se mohl stát Napoleonovým nástupcem.
Naprosto nelogický a netaktický postup krále Murata, který 15. března 1815 zahájil neapolskou válku proti Rakousku (jediné velmoci, která ho podporovala), vedl k tomu, že byl Murat nakonec na rozkaz bourbonského krále Ferdinanda IV. v městě Pizzo v Kalábrii 13. října 1815 popraven zastřelením. Jeho vdova Caroline poté odešla do nuceného rakouského exilu. Žila pak v Terstu pod pseudonymem „hraběnka z Lipona“ (anagram pro Napoli).

### Potomci
- Achille Murat (21. 1. 1801 Paříž – 15. 4. 1847 Florida), manž. 1826 Catherine Willis (17. 8. 1803 Fredericksburg – 6. 8. 1867 Tallahassee)[2][3][4][5]
- Laetitia Murat (26. 4. 1802 Paříž – 12. 3. 1859 Bologna), manž. 1823 Guido Taddeo Pepoli, markýz Pepoli, hrabě z Castiglione (7. 9. 1789 Bologna – 2. 3. 1852 tamtéž)[6][7][8]
- Napoleon Lucien Charles Murat (16. 5. 1803 Milán – 10. 4. 1878 Paříž), kníže z Pontecorvo, 3. kníže Murat, manž. 1831 Carolina Georgina Fraser (13. 4. 1810 Charleston – 10. 2. 1879 Paříž)[9][10]
- Louise Julie Murat (21. 3. 1805 Paříž – 1. 12. 1889 Ravenna), manž. 1825 hrabě Giulio Rasponi (19. 2. 1787 Ravenna – 19. 7. 1876 Florencie)[11]

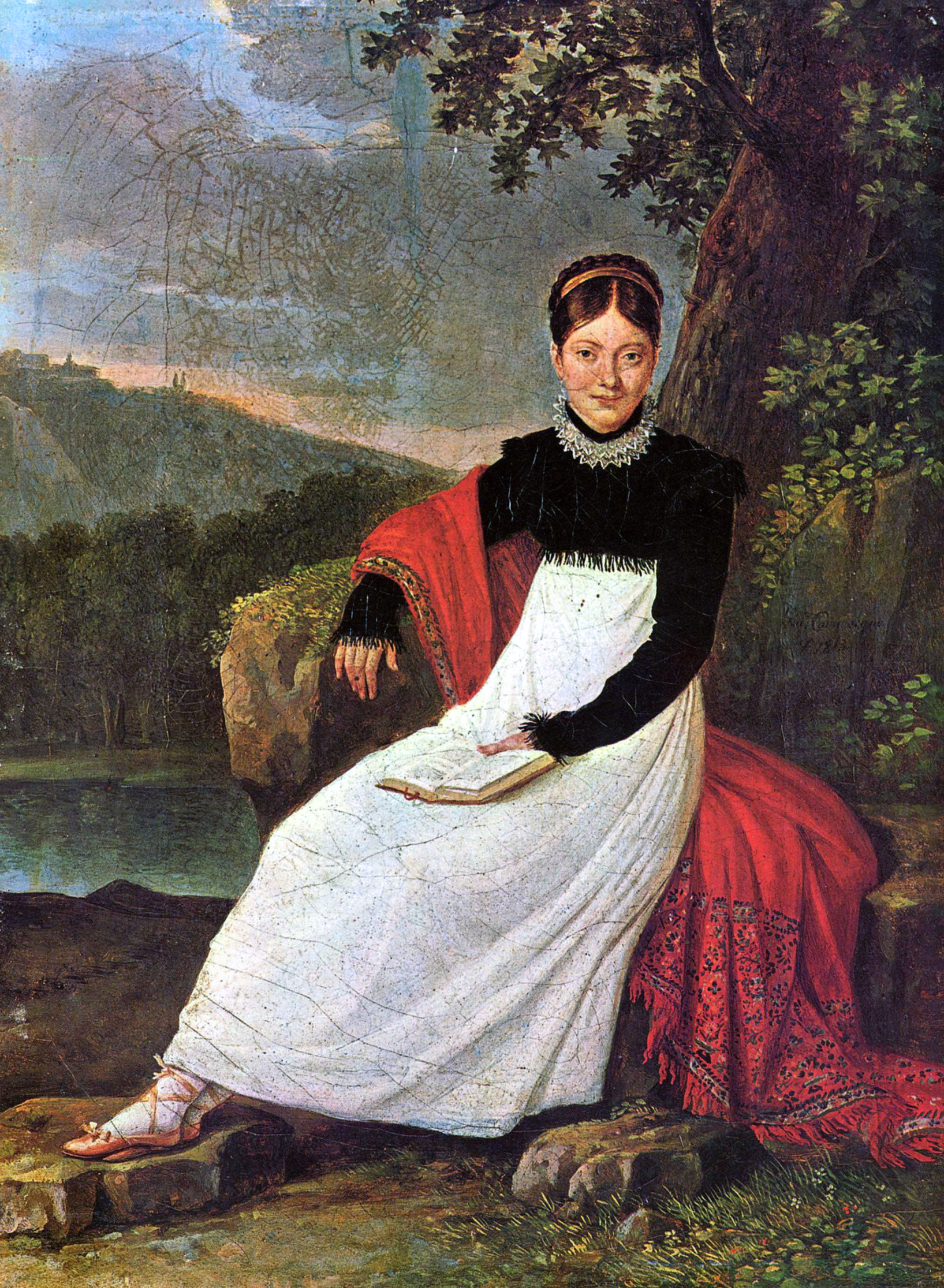
Giuseppe Cammarano: Královna Karolina v šatu neapolské selky, 1813